# 吉姆·考特赖特
吉姆·考特赖特（英語：Jim Courtright，1914年12月16日—2003年2月21日），加拿大男子田径运动员，主攻标枪。他曾代表加拿大参加1938年大英帝国运动会田径比赛，获得男子标枪金牌。